# 合田茂
合田 茂（ごうだ しげる、1924年8月22日 - 2023年1月16日）は、日本の経営者。住友重機械工業社長、会長を務めた。

## 来歴・人物
香川県出身。1948年に東京大学経済学部を卒業し、同年に住友機械工業(現在の住友重機械工業)に入社した。1974年11月に取締役に就任し、1978年2月に常務、1979年6月に専務、1982年6月に副社長を経て、1983年6月に社長に就任。1989年6月に会長に就任し、1995年6月に相談役を経て、2000年7月から名誉顧問を務めた。
1993年11月に藍綬褒章を受章。
2023年1月16日、老衰のために死去。98歳没。